# Lipari egyházmegye

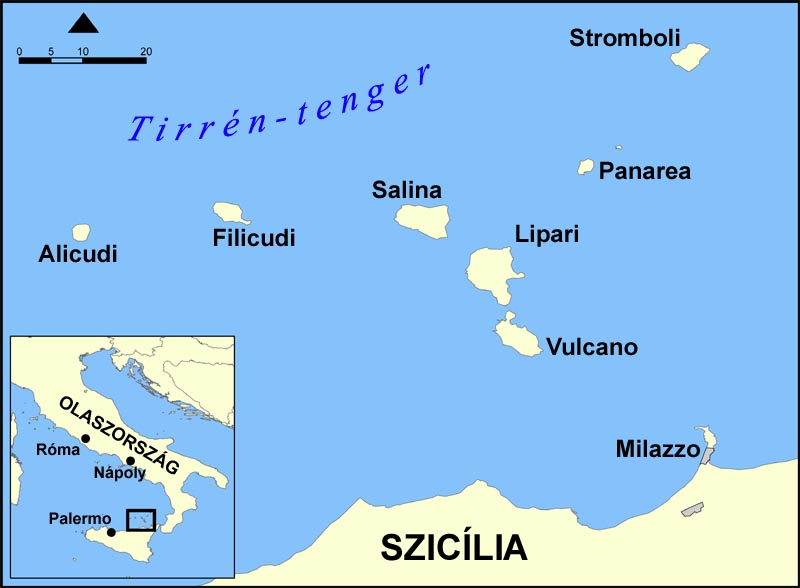
A Lipari-szigetek

A Lipari egyházmegye (latinul: Dioecesis Lipariensis) a római katolikus egyház egyházmegyéje volt, amely a Lipari-szigetek területét ölelte fel. Az egyházmegye 1986-ig volt önálló; ma a Messina-Lipari-Santa Lucia del Mela-i főegyházmegye része.

## Története

### Középkor

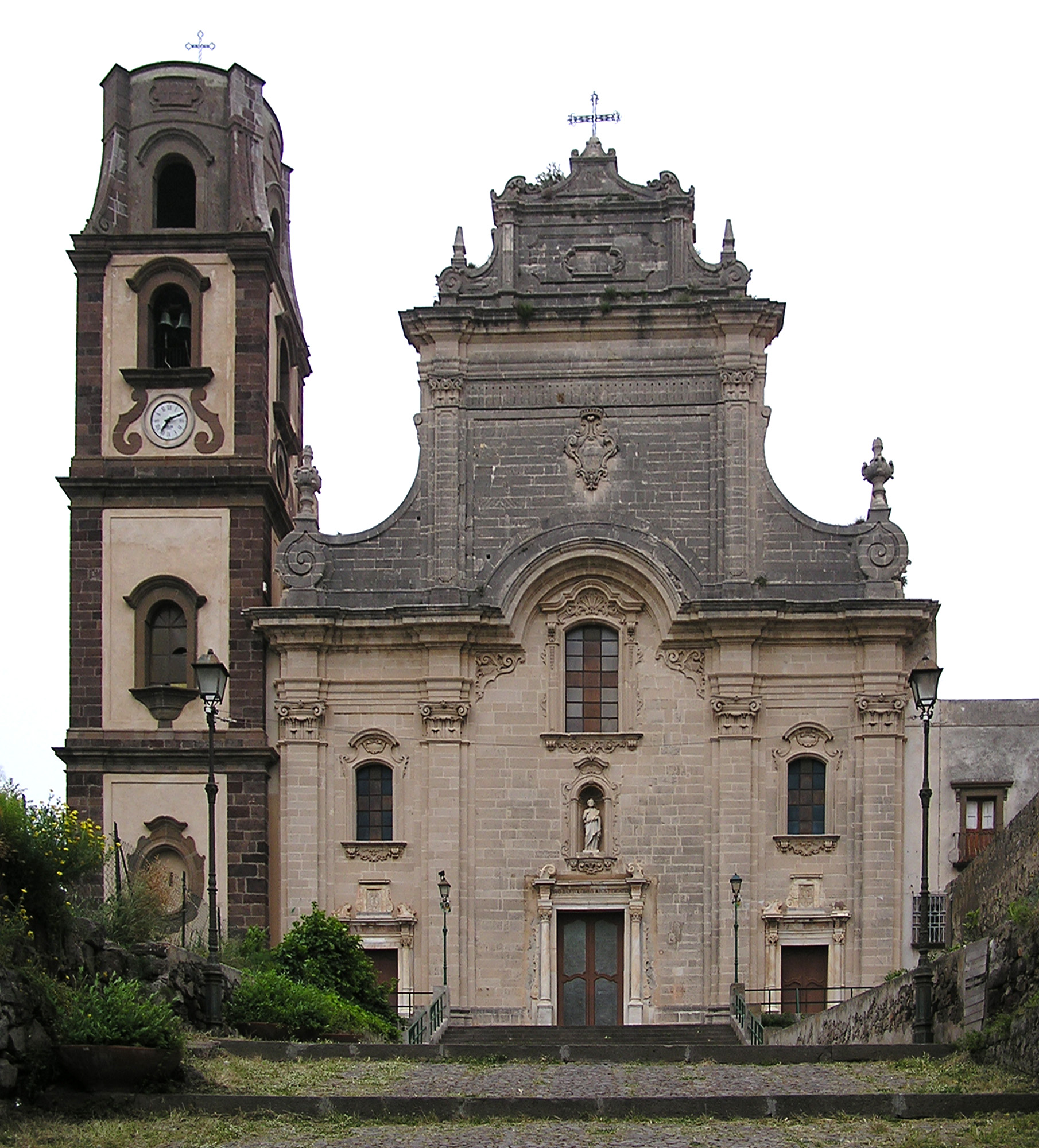
A Szent Bertalan-székesegyház Lipari városában

Az egyházmegye története a 6. századig nyúlik vissza. A püspökség akkori vezetőinek neve a zsinatokon kelt okiratok révén maradhatott fenn: a 787-es II. niceai zsinaton vett részt például Basilius püspök. Szent Willibald 729-ben – még az arabok betörése előtt – kereste fel hosszú zarándokútja során a Szent Bertalanról elnevezett templomot, és Lipari Monte Pilato nevű vulkánjának kitöréséről is beszámolt. Bertalan apostol ereklyéit már a 6. században is Liparin őrizték, a sziget székesegyháza ma is az ő nevét viseli.
1084-ben, az arabok kiűzését követően I. Roger bencés rendi apátságot alapított a szigeten. Tíz évvel később a szicíliai Pattiban épült fel a Santissimo Salvatore-kolostor, amely Liparihoz tartozott. Az I. (Nagy Szent) Gergely okleveleiben még szereplő egyházmegye újraalapítását II. Orbán a gyér népességre hivatkozva 1091-ben visszautasította, a patti kolostort mégis pápai védelem alá helyezte. A lipari-szigeti Szent Bertalan-apátság növekvő tekintélyét azonban jelezte, hogy 1095-ben már a teljes szigetvilág felett rendelkezhetett.
II. Anacletus ellenpápa 1131-ben II. Rogernek, Szicília uralkodójának kérésére a Messinai főegyházmegye alá rendelve hozta létre az önálló Lipari-Patti egyházmegyét. A lipari Szent Bertalan apátsági templom ekkor kapta meg a székesegyházi címet. Az ellenpápa döntését II. Ince pápa még nem erősítette meg, csak 1166-ban III. Sándor ismerte el hivatalosan az új egyházi régiót. A következő két évszázadban gyakran csak Patti Püspökségként említik az egyházmegyét, mivel vezetőjének székhelye a szicíliai tengerparton fekvő városban volt. 1399-ben IX. Bonifác szétválasztotta a közös egyházkormányzati egységet: a Lipari-szigetek ekkor váltak külön Lipari egyházmegye néven, míg a szárazföldi részt a Patti egyházmegyére keresztelték át.

### Újkor

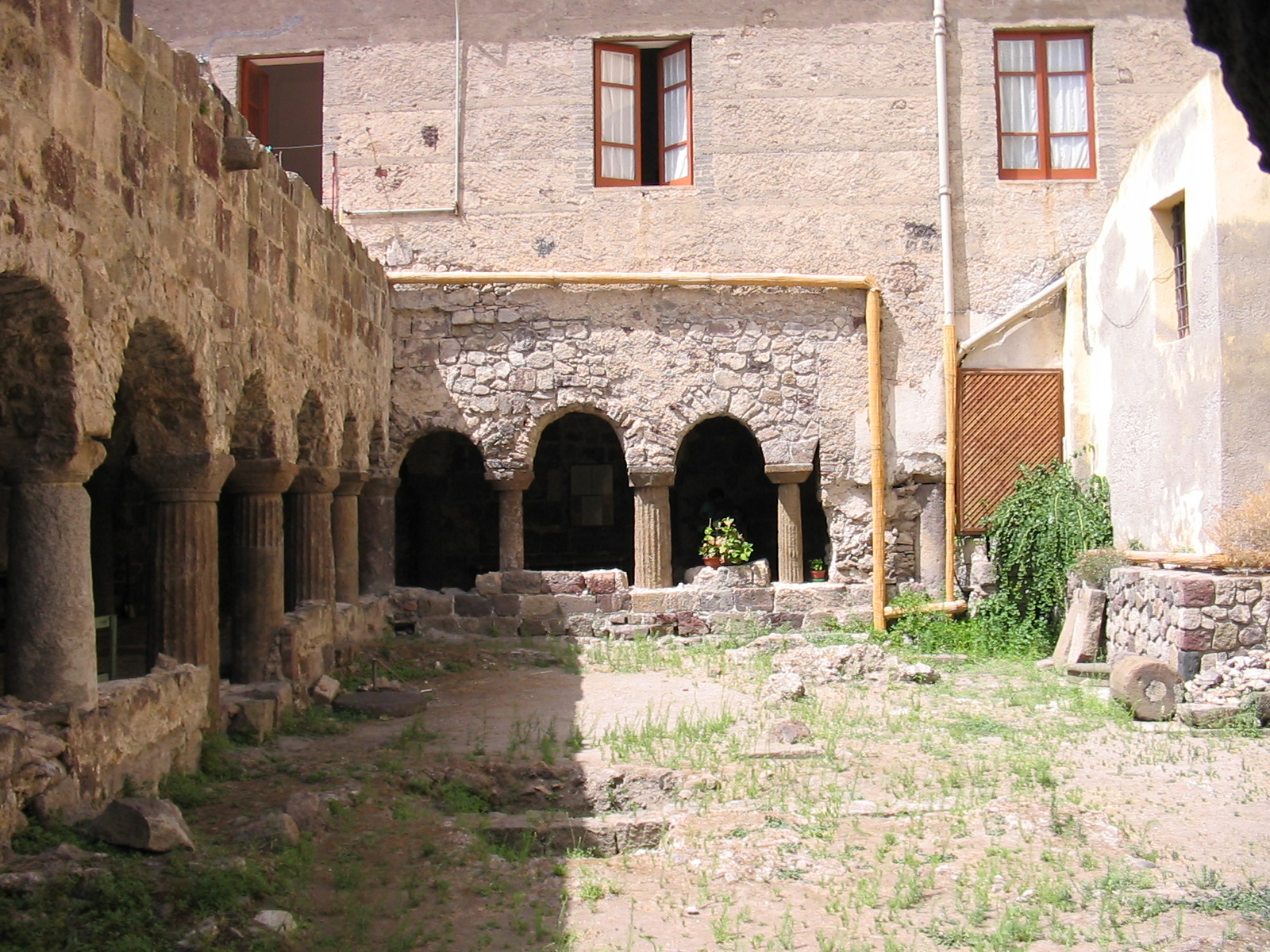
A székesegyházhoz tartozó kolostor kerengője

VIII. Orbán pápa döntése értelmében a Lipari egyházmegye 1627-től már közvetlenül Róma alá tartozott. A püspök és a helyi elöljárók között ellentét pattant ki a szigetvilág mezőgazdasági termékeinek megadóztatásáról, amiből 1711-re a Controversia Liparitana néven ismert – Szicília vallási és világi vezetői között zajló – országos vita alakult ki. A korabeli sajtó is megkülönböztetett figyelemmel kísérte a viszályt. A vita során még a II. Orbán pápa által 1098-ban a mindenkori szicíliai uralkodónak adott egyházi jogokat is megkérdőjelezték. Csak 1728-ban sikerült XIII. Benedeknek és Szicília akkor éppen osztrák uralkodójának elsimítania a nézeteltérést.
A 20. század elején Angelo Paino, az akkori püspök beperelte Lipari városát, mivel igényt tartott a horzsakőbányákra, illetve a kőfejtők bevételeinek egy részére. A bírósági eljárás során mindkét fél a normann időkben kapott kiváltságokra hivatkozott. A hivatalos döntéssel II. Roger 1134-ben kelt oklevele alapján a város vezetőinek adtak igazat.
A Lipari egyházmegyét 1986-ban Santa Lucia del Melával együtt a Messina-Lipari-Santa Lucia del Mela-i egyházmegyébe olvasztották be. A lipari Szent Bertalan-katedrális azóta társszékesegyházként működik. Az önálló Lipari egyházmegye utolsó vezetője Ignazio Cannavò volt, aki 1977-től töltötte be hivatalát.

## Külső hivatkozás
- A Lipari Egyházmegye honlapja